# Тушко Полє (стадіон)
Стадіон «Тушко Полє» — футбольний стадіон у Тузі, Подгориця, Чорногорія. Використовується для проведення футбольних матчів і є домашнім стадіоном ФК «Дечич».

## Історія
Протягом десятиліть на місці Тушко Полє існувало футбольне поле, яке не відповідало критеріям для проведення офіційних ігор. Тому ФК Дечич, футбольний клуб з Тузі, проводив свої домашні ігри в Подгориці або Голубовці. Але у 2006 році був побудований новий стадіон. Перша гра на стадіоні «Тушко Польє» відбулася 19 серпня 2006 року. На другому тижні першої ліги Чорногорії 2006-07 ФК «Дечич» на очах у 3 000 глядачів приймав найсильніший чорногорський клуб ФК «Будучност». Це був рекорд відвідуваності стадіону «Тушко Полє». Стадіон неодноразово реконструювали тож сьогодні він вміщує 2 000 глядачів на двох трибунах. Наступним етапом робіт стане розширення західної трибуни, після чого місткість стадіону складе 3 000 місць.

### Відвідування
Нижче наведено список відвідувачів домашніх ігор ФК Дечич на Тушко Поле за кожним сезоном.

## Майданчик та умови
Поле має розміри 110 х 70 метрів. Стадіон не відповідав критеріям УЄФА для єврокубків. Крім основного поля є допоміжне поле зі штучним покриттям, яке використовується для змагань у юніорських категоріях.